# Accident de l'avion de Youri Gagarine
 (août 2021).
Si vous disposez d'ouvrages ou d'articles de référence ou si vous connaissez des sites web de qualité traitant du thème abordé ici, merci de compléter l'article en donnant les références utiles à sa vérifiabilité et en les liant à la section « Notes et références ».
L'accident de l'avion de Youri Gagarine est survenu le 27 mars 1968 lorsque Youri Gagarine, le premier homme à aller dans l'espace, est mort avec le pilote Vladimir Serioguine lors d'un vol d'entraînement de routine, lorsque le chasseur à réaction MiG-15 qu'ils pilotaient s'est écrasé près de Novossiolovo (en) en Union soviétique.
Après sa mort, le gouvernement soviétique a décrété une période de deuil national à la mémoire de Gagarine. C'était la première fois dans l'histoire soviétique qu'un jour de deuil national était décrété pour une autre personne qu'un chef d'État.
A 21 h 15 le lendemain, les restes de Gagarine et de Vladimir Serioguine ont été incinérés. Leurs cendres ont été enterrées dans la nécropole du mur du Kremlin où une plaque commémorative a été apposée.
Longtemps tenue secrète, la cause de l'accident qui a tué Gagarine reste incertaine et fait l'objet de plusieurs théories. Au moins trois enquêtes sur l'accident ont été menées séparément par les forces aériennes soviétiques, par les commissions gouvernementales officielles et par le KGB : les forces aériennes et les commissions recherchèrent d'éventuelles défaillances techniques ou humaines ou d'éventuelles causes d'accident comme un impact d'oiseau, tandis que le KGB, lui, recherchait d'éventuels sabotages, actes de malveillance ou négligences.

## Avion
L'avion d'entraînement MiG-15UTI immatriculé 612739, avec lequel, selon le journal de N. Kamanine, l'accident s'est produit, a été construit le 19 mars 1956 dans l'usine Aero Vodochody en Tchécoslovaquie. Après sa mise en service, il a été révisé à deux reprises, le 13 juillet 1962 et le 30 mars 1967. Son moteur, le RD-45FA immatriculé 84445A, a été produit le 25 décembre 1954 et a été réparé quatre fois (1957, 1959, 1964 et 1967) après avoir effectué cent heures de vol à chaque fois. Après la dernière réparation, le moteur a fonctionné pendant 66 heures et 51 minutes.

## Accident
Après avoir remis à l'académie de formation des ingénieurs de l'armée de l'air soviétique sa thèse dont le directeur était N.E. Joukov, et après une longue pause sans vols, Youri Gagarine recommence son entraînement d'été sur avion MiG-15UTI. Entre le 13 et le 22 mars 1968, il effectue 18 vols, totalisant 7 heures. Avant d'être autorisé à effectuer des vols en solo, il doit effectuer deux autres vols contrôlés aux côtés du pilote, colonel et héros de l'Union soviétique Vladimir Sérioguine.
À 10 h 18 le 27 mars 1968, Gagarine et Serioguine décollent de la base aérienne de Chkalovsky à Shchyolkovo, proche de Moscou. Au moment du décollage, les conditions de visibilité étaient normales ; la limite inférieure des nuages était de 600 mètres au-dessus de la surface, alors enneigée. Les exercices de pilotage devaient durer vingt minutes ; à 10 h 27, 8 minutes après le décollage, Gagarine annonce la fin de la mission et demande l'autorisation de revenir à la base, qu'il reçoit à 10 h 29. À 10 h 30, heure de Moscou, le contact est perdu avec l'avion.
L'avion ne revenant pas et devant être à court de carburant, une mission de recherche est lancée, qui dure plus de trois heures. À 14 h 50, l'un des hélicoptères aperçoit des débris de l'avion à environ 65 kilomètres de l'aéroport, près de Novosyolovo, à 18 kilomètres de Kirjatcha dans l'oblast de Vladimir. Le lendemain matin, les membres de la commission gouvernementale commencent leur travail sur le site des débris de l'avion. Des parties des corps de Gagarine et de Sérioguine sont retrouvées, puis reconnues par des proches et par des collègues. Sur le site de l'accident, divers objets sont trouvés : effets personnels des pilotes, un livret des règles de navigation, une photo de Sergueï Korolev. Dans la branche d'un arbre, le blouson de Gagarine avec quelques coupons de nourriture est trouvé. En raison de la façon dont les os d'une des mains de Gagarine sont brisés, les enquêteurs concluent qu'il tenait le manche lors de l'accident.

## Causes de l'accident

### Explication officielle
Le comité gouvernemental chargé d'enquêter sur les causes de l'accident se composait de trois sous-comités. Chacun d'eux s'est vu confier une tâche distincte :
- Le sous-comité de vol a recherché la préparation du vol du 27 mars.
- Le sous-comité des mécaniciens a recherché les débris matériels de l'avion.
- Le sous-comité médical a identifié les morts et évalué la situation des pilotes pendant le vol.

Le rapport du comité en 29 volumes a été classé « secret-défense » et ses détails n'ont été connus du public qu'à partir d'interviews de témoins. Les causes et les conditions de l'accident restent floues.
Le chronographe du cockpit et de la montre-bracelet de Gagarine ont prouvé que l'accident s'est produit à 10 h 31, environ une minute après le dernier contact radio.
La conclusion du comité était la suivante : « en raison des changements de l'environnement aérien pendant le vol, l'équipage dû effectuer une manœuvre brutale entraînant une vrille. Malgré les efforts de l'équipage pour remettre le moteur en marche dans une direction horizontale, l'avion s'est écrasé au sol entraînant la mort des pilotes. Aucune déficience ni d'erreur technique dans l'avion n'a été trouvée. L'analyse chimique des restes et du sang des pilotes n'a trouvé aucune substance chimique externe », sans davantage de détails.

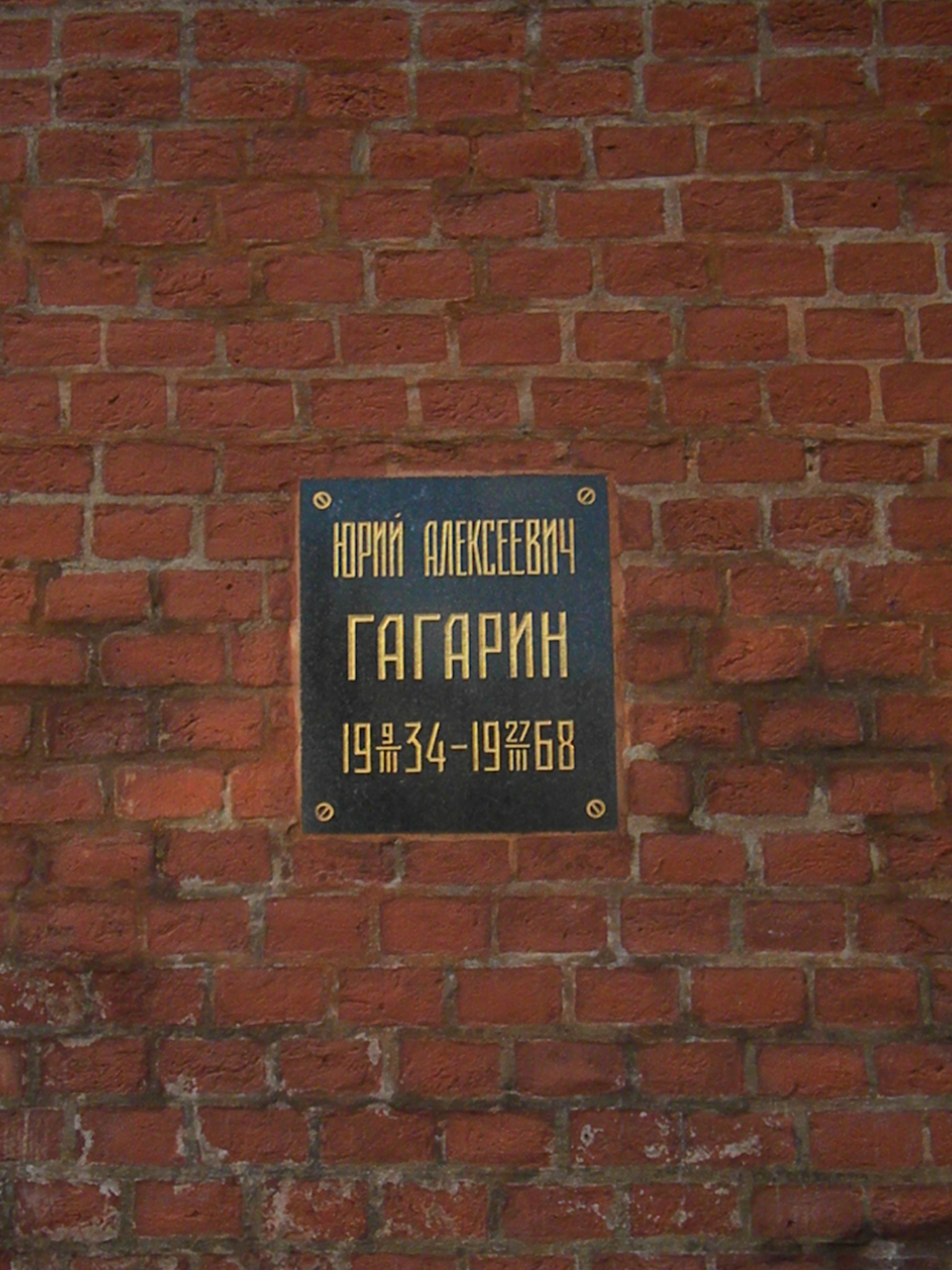
Plaque marquant l'inhumation des cendres de Gagarine au pied du mur du Kremlin à Moscou.

Un comité du KGB a fait des recherches séparées, afin de déterminer s'il y a eu complot, acte de terrorisme, mauvaise intention ou négligence criminelle. Le rapport du KGB, déclassifié en mars 2003, rejette toute théorie du complot et précise que la négligence du personnel de la base aérienne avait contribué à l'accident sans en être la cause directe : ainsi, le contrôleur de la circulation aérienne a fourni à Gagarine et Sérioguine des informations météorologiques périmées, car pendant son vol, les conditions se sont considérablement détériorées et le personnel au sol a laissé des réservoirs de carburant externes attachés à l'avion, alors que le vol prévu de Gagarine nécessitait un temps clair et aucun réservoir extérieur. L'enquête a conclu que l'avion est entré en vrille, pour trois raisons possibles : un impact d'oiseau, une manœuvre brutale pour éviter un ballon météo, ou bien un évent de cockpit accidentellement ouvert, cause de dépressurisation et anoxie, alors même que les pilotes suivaient la procédure en pareil cas, en exécutant une plongée rapide vers une altitude inférieure. En raison du rapport météorologique obsolète, Gagarine et Sérioguine ont pu se croire à une altitude plus élevée qu'en réalité et n'avaient en fait pas la marge nécessaire pour éviter la perte de connaissance et sortir le MiG-15 de sa vrille.
À l'occasion du 50-e anniversaire de l'accident de Gagarine, le gouvernement russe a publié divers documents alors déclassifiés contenant des conclusions sur les causes possibles de sa mort. Les documents ont révélé que la conclusion initiale de la commission était que Gagarine soit Sérioguine avaient manœuvré brusquement « pour éviter d'entrer dans la première couche de couverture nuageuse, entraînant l'aéronef dans en régime de vol super-critique et provoquant son décrochage dans des conditions météorologiques complexes ».
Comme la version officielle et la preuve factuelle ne sont pas claires, diverses théories et spéculations du complot ont été publiées. Il existe diverses spéculations sur les causes de l'accident, comme la version selon laquelle Sérioguine serait mort d'infarctus pendant le vol. Une autre affirme que l'accident aurait été voulu par Leonid Brejnev, jaloux de la popularité de Gagarine.

### Versions alternatives
Alexeï Leonov, qui était également membre d'une commission d'État établie pour enquêter sur la mort de Gagarine, menait des séances d'entraînement au parachutisme ce jour-là et a entendu « deux gros boums au loin ». Il estime qu'un Sukhoi Su-15 volait en dessous de son altitude minimale et « sans s'en rendre compte à cause des conditions météorologiques brumeuses, il est passé à quelques mètres de l'avion de Youri et Sérioguine en franchissant le mur du son ». La turbulence résultante aurait envoyé le MiG-15UTI dans une vrille incontrôlée. Leonov a déclaré que le premier « bang » qu'il a entendu était celui de l'avion franchissant le mur du son et le second, celui de l'écrasement de l'avion de Gagarine. Dans une interview de juin 2013 avec la chaîne de télévision russe RT, Leonov a déclaré qu'un rapport a confirmé la présence d'un deuxième avion, un Su-15 non autorisé, volant dans la région. La condition pour mentionner le rapport déclassifié étant de ne pas divulguer le nom du pilote du Su-15 âgé de 80 ans et en mauvaise santé à partir de 2013.
Selon le directeur du Centre d'entraînement des cosmonautes en 1963-1972, N.F. Kouznetsov, Sérioguine n'allait pas bien à cette époque : il vomissait souvent et se plaignait de douleurs cardiaques. Au cours de l'exécution d'une manœuvre, Sérioguine serait de nouveau tombé malade : manifestement, il a eu une crise cardiaque. Il a débouclé les ceintures de sécurité et le harnais du parachute. Gagarine n'a pas immédiatement remarqué l'état de l'instructeur. Le corps de Sérioguine, se déplaçant dans le cockpit, aurait déplacé les commandes, bloquant certaines d'entre elles. Youri n'aurait pas abandonné son ami en difficulté. Il s'est battu jusqu'à la fin et pendant près de dix minutes aurait fait des cercles au-dessus de Novossiolovo, essayant de redonner vie à Serioguine tout en pilotant l'avion, et quand il n'y avait aucune chance de salut, il est mort avec lui.
La version d'un ancien employé de l'Institut national de recherche sur la maintenance des aéronefs (13 NII VVS) (en), le colonel à la retraite de l'armée de l'air Igor Kouznetsov, est basée sur l'hypothèse qu'une des vannes de ventilation serait restée à moitié ouverte dans l'avion MiG-15UTI. Le défaut d'étanchéité de la cabine aurait été constaté à une altitude de 3 à 4 000 mètres. Pour éviter la privation d'oxygène, les pilotes ont brusquement tenté d'abaisser l'avion au niveau recommandé par les instructions, à 2 000 mètres. La chute rapide de la pression leur aurait fait perdre connaissance. D'autres spécialistes contestent la théorie, y compris pour diverses raisons, telles que :
- il est peu probable que des pilotes aussi expérimentés paniquent. Gagarine a eu des accidents beaucoup plus graves, et le pilote d'essai Sérioguine encore plus ;
- la dépressurisation à cette altitude n'est pas un cas particulier en vol et ne constitue pas une menace pour l'équipage. Pendant la Seconde Guerre mondiale, les pilotes ont plongé à plusieurs reprises avec des avions non pressurisés d'une altitude d'environ 4000 m à des hauteurs proches de la surface de la terre et n'ont subi aucune altération de leur santé ni de leurs performances.

Selon le cosmonaute Vladimir Axionov : le jour de la mort de Youri Gagarine, le 27 mars 1968, Axionov a subi un examen médical pré-vol avec lui à l'aérodrome. Il a volé dans un autre avion pour un entraînement en apesanteur. La version d'Axionov suppose que l'équipage de Gagarine et de Serioguine, s'étant trompé dans des conditions météorologiques difficiles, aurait mal analysé la situation, ce qui a entraîné la chute de l'avion. Le pilote-cosmonaute précise que les conditions météorologiques le jour du crash de l'avion étaient difficiles, compatibles avec un vol. « La nébulosité ce jour-là était inhabituelle : le bord inférieur des nuages presque solides était à environ 600 mètres au-dessus du sol. Ensuite, jusqu'à une hauteur de 4 000 mètres, les nuages étaient denses, avec une petite raréfaction. Aucun nuage au-dessus du bord supérieur : ciel dégagé et très bonne visibilité. On nous a même montré des photographies du bord supérieur prises depuis un avion météorologique », note Axionov.
Selon Axionov, le dernier message du MiG était que l'équipage avait terminé ses activités de vol, qui se sont déroulées à 4 kilomètres d'altitude.
Axionov pense que les pilotes ont émis leur message, très probablement à basse vitesse dans un vol calme, toujours à une altitude assez élevée. Après cela, ils devaient effectuer une réduction de vitesse, puis se préparer et traverser la couche nuageuse.
Selon E.A. Chercher : Un ingénieur à la retraite, le colonel vétéran de l'armée de l'air, Eduard Aleksandrovitch Chercher, sur la base des résultats de ses recherches, est arrivé à la conclusion que la cause probable de la catastrophe était une collision d'avion avec le sol, à la suite d'une sortie prématurée d'une plongée en exécutant des acrobaties aériennes non spécifiées dans le programme de vol. La catastrophe a été facilitée par une situation météorologique complexe (nuages multicouches continus avec un bord inférieur à une altitude d'environ 600 m), de nombreuses violations des exigences du manuel de vol.

### Théories du complot
- Selon des rumeurs répandues, Gagarine et Serioguine ont bu un verre de vodka avant le vol. Selon l'enquête officielle, ce fait est réfuté car aucun alcool n'a été trouvé dans le sang des pilotes.
- Il existe une autre rumeur selon laquelle Gagarine aurait eu un conflit avec les hauts dirigeants de l'Union soviétique. Après cela, selon certaines versions, la mort de Gagarine a été organisée, selon d'autres, la catastrophe officiellement déclarée était une falsification, et Gagarine a été secrètement arrêté par les services spéciaux et après une petite chirurgie plastique sur son visage a été placé dans l'un des hôpitaux psychiatriques provinciaux (voir les accusations de complot du programme spatial soviétique pour plus de détails).
- Il existe également une version selon laquelle Gagarine a simulé sa propre mort, après quoi il a vécu pendant de nombreuses années sous un autre nom dans un village de l'oblast d'Orenbourg, où il est décédé des suites d'un accident alors qu'il chassait à un âge très avancé.

Ce ne sont là que quelques-unes des nombreuses théories du complot qui circulent autour de la mort de Youri Gagarine.